# Lagunda härad

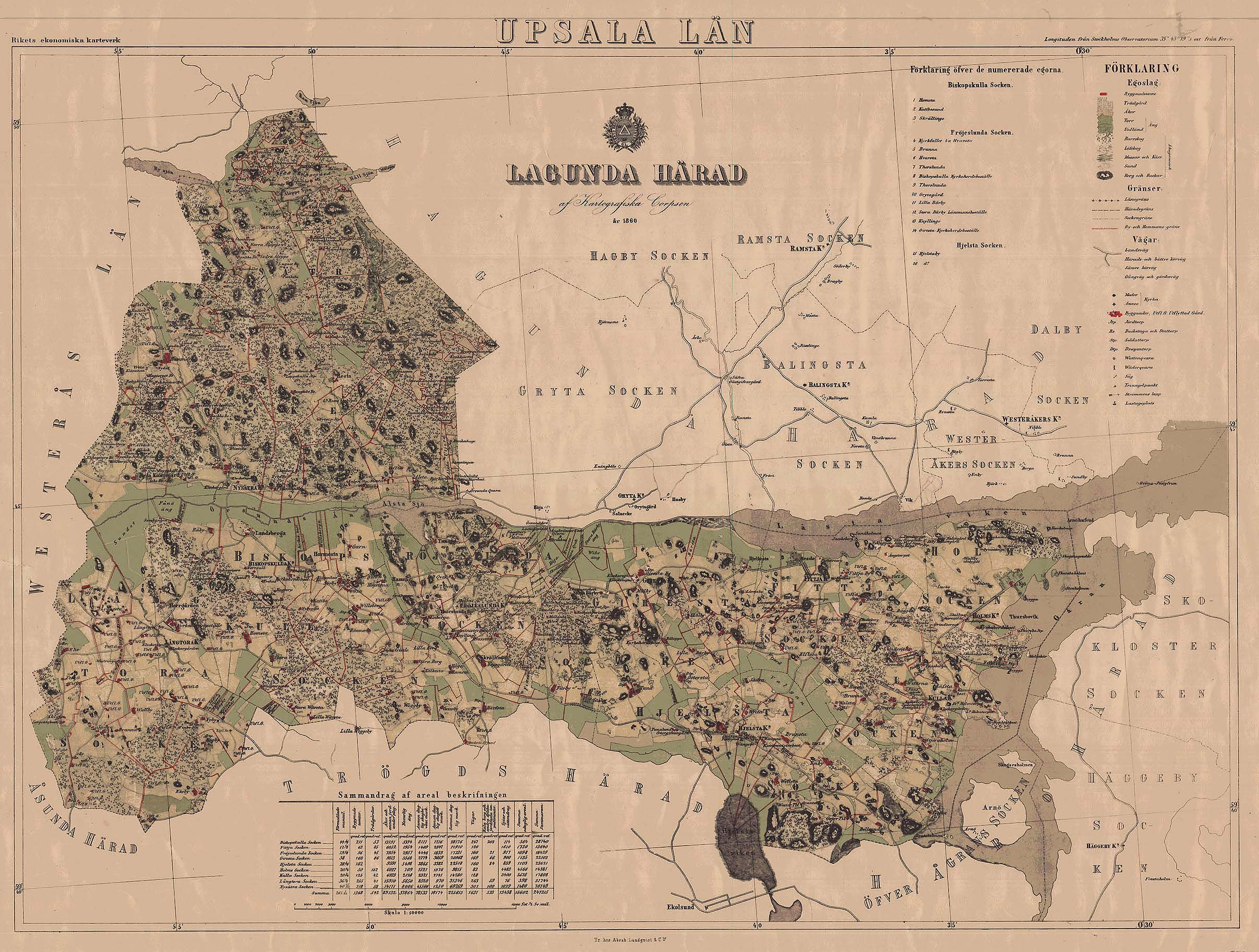
Lagunda härad år 1860

Lagunda härad var ett härad i sydvästra Uppland. Häradet var en del av nuvarande Enköpings kommun, vilken ligger i Uppsala län. Den totala arealen mätte drygt 196 km² och befolkningen uppgick år 1909 till 4 188 invånare. Tingsställe var till mitten av 1890-talet Tunalund, för att därefter flytta till Örsundsbro.

## Geografi
Lagunda härad var till stor del beläget söder om Lårstaviken och Örsundaån, bortsett från en socken belägen norr därom. I öster avgränsas häradet av vikarna Gorran, Oxen och Arnöviken i Ekoln, som är en del av Mälaren. Naturen norr om Örsundaån är närmast lik den angränsande trakten i Hagunda härad, medan den övriga delen av häradet utgör en mestadels skoglös slättbygd, med låga åsar och enstaka bergkullar. Trakten skiljs från områdena söder därom av en mindre landrygg, som också skiljer Örsundaåns vattenområde från den egentliga Mälaren. Lagunda gränsade i norr mot Hagunda härad, i sydost mot Håbo härad, i söder mot Trögds härad, i sydväst mot Åsunda härad och slutligen i väst mot Torstuna härad i Västmanlands län.
Häradet saknade köpingar och municipalsamhällen, men den största tätorten är numera Örsundsbro, belägen 25 km sydväst om Uppsala.

### Socknar
Lagunda härad omfattade nio socknar.
- Biskopskulla
- Fittja
- Fröslunda
- Giresta
- Hjälsta
- Holm
- Kulla
- Långtora
- Nysätra

## Historia
Lagunda härad tillhörde det medeltida uppländska folklandet Fjädrundaland. Namnet Lagunda, som år 1314 skrevs som Lagund, kommer av fornsvenskans lagher med betydelsen vätska vilket också kan syfta på en sjö, d.v.s hundaret vid sjön. Tingsplatsen låg initialt troligen i Landsberga i Biskopskulla socken, där en offerplats kan ha legat under förkristen tid. Kyrkan i Biskopskulla härrör från 1100-talet. Landsberga blev under 1300-talet en kungsgård, men kom senare i kyrkans ägo och blev en tid bostad åt ärkebiskopen i Uppsala vilket också kom att namnge hela socknen. Sedermera flyttades tingsplatsen till i gästgivaregården i Tunalund i Hjälsta socken, och länge höll man även ting ett par gånger om året vid Örsundsbro för att diskutera gemensamma angelägenheter med Hagunda härad norr om Örsundaån.
I Holms socken i den östra delen av häradet ligger Sjö slott, med anor från 1400-talet men i sin nuvarande form uppfört på 1670-talet. Slottet ägdes en tid av Gustav Vasa men byttes bort av sonen Erik XIV och hamnade med tiden i riksmarskalken Johan Gabriel Stenbocks ägo. Tillsammans med arkitekten Nicodemus Tessin d.ä. och byggmästaren Mathias Spieler förvandlades slottet.

## Län, fögderier, domsagor, tingslag och tingsrätter
Häradet har från 1634 hört till Uppsala län. Församlingarna i häradet tillhör(de) Uppsala stift.
Häradets socknar hörde till följande fögderier:
- 1720-1878 Uppsala läns Tredje fögderi
- 1879-1885 Uppsala läns Andra fögderi
- 1886-1917 Uppsala läns mellersta fögderi
- 1918-1966 Trögds fögderi
- 1967-1990 Enköpings fögderi

Häradets socknar tillhörde följande domsagor, tingslag och tingsrätter:
- 1680-1926 Lagunda tingslag inom
  - 1680-1689 Bro, Håbo, Trögds, Åsunda, Lagunda och Ärlinghundra häraders domsaga
  - 1689-1714 Trögds, Åsunda, Lagunda, Hagunda och Ulleråkers domsaga
  - 1715-1852 Hagunda, Lagunda, Bälinge, Vaksala, Rasbo, Ulleråkers domsaga även kallad Uppsala läns mellersta domsaga
  - 1853-1926 Uppsala läns mellersta domsaga
- Trögds tingslag i Uppsala läns södra domsaga

- 1971-2005 Enköpings tingsrätt (före 1980 benämnd Uppsala läns södra tingsrätt) och dess domsaga
- 2005- Uppsala tingsrätt och dess domsaga

### Webbkällor
- Nationella arkivdatabasen för uppgifter om fögderier, domsagor, tingslag och tingsrätter